# Moartea domnului Lăzărescu
Moartea domnului Lăzărescu este un film românesc regizat de Cristi Puiu în 2005. Bazat pe un caz real, scenariul scris de Cristi Puiu și Răzvan Rădulescu prezintă povestea unui pensionar (Lăzărescu Dante Remus, interpretat de Ioan Fiscuteanu) care are ghinionul de a se îmbolnăvi în seara unui mare accident rutier, ceea ce duce la plimbarea sa între mai multe spitale, fără să primească îngrijiri medicale la timp. Este inspirat din cazul real al unui pacient din Dolj, Florin Nica, care în 2001 a fost refuzat de trei ori la internare și care a murit. Filmul a fost clasificat ca tragicomedie și comedie neagră, fiind promovat în Statele Unite ale Americii drept comedie. A fost premiat multiplu, cea mai importantă distincție fiind Premiul „Un certain Regard” la Festivalul de la Cannes (2006).

## Rezumat
Într-o seară, la București, bătrânul domn Dante Remus Lăzărescu, de 62 de ani, care locuiește singur într-un apartament de bloc, împreună cu pisicile sale, nu se simte bine. Sună la ambulanță, acuzând dureri de cap și vomitare. În timp ce la televizor este deschis un talk show, sună din nou la salvare, pentru a preciza că a fost operat de ulcer și că ar trebui să fie consultat de un specialist.
Așezându-se pe pat, vomită iarăși, găsind puterea să își spele cămașa și să se îmbrace pentru când va trebui să plece la spital. În timp ce așteaptă ambulanța, o sună pe sora sa Eva, care locuiește în Târgu Mureș. Vorbind întâi cu cumnatul său, îi dă asigurări că i-a trimis o sumă de bani pe care trebuia să i-o returneze. Apoi o cere pe sora sa la telefon, cu care are o discuție în contradictoriu, pentru motivul că Bianca, fiica lui Lăzărescu, ar suna-o pe ea mai des. Când îi spune că nu se simte bine din cauza ulcerului, Eva îi reproșează băutul, bărbatul închizându-i în cele din urmă telefonul în nas.
Pentru că ambulanța tot nu a venit, merge la vecinii săi, Mihaela și Sandu Sterian, ca să ceară un Distonocalm. Aceștia, ocupați cu treburi casnice (fac peltea), îl acuză că bea, însă bărbatul, așezat pe treptele din fața ușii, le spune că a vomitat de patru ori. Ei se oferă să îi dea în schimb un Diclofenac. Sandu îi dă două pilule și îl sfătuiește să facă o baie, iar când domnul Lăzărescu aproape se prăbușește, îl duce până la el acasă.
În apartamentul domnului Lăzărescu, Mihaela aduce un medicament și apă. Sandu rămâne lângă patul domnului Lăzărescu, reproșându-i mizeria din casă și ținerea pisicilor. După ce îi dau medicamentul, bărbatul vomită cu „vinișoare”, femeia spălând pe jos. Între timp, cu Mihaela, care este într-un continuu du-te-vino, apare și un vecin Gelu, care îi returnează lui Sandu o sculă. Ea pleacă să o ducă în apartamentul lor și să pună pelteaua pregătită în borcane.
Sandu și Gelu se prind într-o discuție, între timp domnul Lăzărescu se duce la baie. Nu îl iau în seamă când strigă după ajutor și, când în scurt timp vine și o asistentă, Mioara Avram, de la salvare, îl găsesc căzut în duș. Dus în cameră de Sandu și femeia de la salvare (căci Gelu plecase odată cu sosirea ei), îi este luată tensiunea și este consultat. În timp ce i-a pus un termometru la subțioară, asistenta se duce în bucătărie cu Mihaela ca să fumeze o țigară, spunându-i că crede că bolnavul are o tumoare de colon și că va trebui probabil internat. Asistenta o roagă ca unul dintre soți să-l însoțească pe domnul Lăzărescu pentru înlesnirea internării, însă aceasta se arată reticentă, pretextând că soțul ei ar fi gelos și, când e întrebat acesta dacă ar merge, devine nervoasă, impunându-i soțului să nu meargă, pentru că nu ar avea cu ce să se întoarcă în cazul internării și ea nu vrea să rămână singură sâmbăta seara.
Eva este sunată înainte de plecarea la spital, hotărând să vină cu primul tren. Medicii de la primul spital (Spitalul „Sfântul Spiridon”) îi reproșează asistentei că nu l-a dus la Fundeni. Cei doi medici, unul în vârstă și unul tânăr, îl ceartă pe Lăzărescu că bea, cel în vârstă îl umilește, angajându-se într-o tiradă de reproșuri, cum că oamenii ca Lăzărescu umplu spitalele și își bat copiii și soțiile, țipând, amenințându-l și numindu-l în cele din urmă „porc”. La un moment dat, sunt aduse victimele critice unui accident grav de la Săftica. Bolnavul este trimis la Floreasca sau la Universitar, doctorul presupunând că are o ciroză la ficat.
Pe drum, el vomită din nou. Doctorița de la următorul spital (Spitalul Universitar) crede că problema este tot ficatul, până când ia în seamă durerea de cap. Observă că mâna dreaptă este slăbită și îl cheamă pe doctorul Dragoș Popescu, de la neurologie. Acesta îl consultă și în acest punct pacientul deja nu mai vorbește clar, situație care se agravează apoi gradual. Toate reflexele îi sunt slăbite pe partea dreaptă. Este nevoie de o tomografie, însă aparatul este ocupat pentru următoarele trei ore. Deși se gândesc să îl ducă la Spitalul Filaret, doctorul vorbește cu cineva de la unitatea de tomograf, ca să îi facă totuși tomografia domnului Lăzărescu.
La tomograf, asistenta Mariana (Monica Bârlădeanu) este o cunoscută a asistentei de ambulanță, fiind în consecință amabilă cu domnul Lăzărescu, care se scapă pe el. Doctorul este însă un tânăr impertinent, cu un spirit al umorului debordând de cinism și sarcasm, tutuindu-l pe pacient. Descoperă neoplasme la ficat și un hematom cranian. În prezența pacientului o îndeamnă pe asistenta Mioara Avram să-l ducă la un alt spital, ca să fie „operat repede și salvat, ca să poată dup-aia să moară acasă de cancer”.
Ajunsă cu pacientul la al treilea spital (Spitalul Filaret), asistenta este sfidată în sala de gardă de către o doctoriță impertinentă. Își face apariția și un doctor Mirică. Confruntați cu impaciența asistentei de salvare, care insistă ca medicii să îl opereze pe domnul Lăzărescu, după ce îl plimbase deja de ore întregi între spitale, ei insistă să îl consulte pe pacient, care deja nu mai poate vorbi aproape deloc. Deși nu mai are capacitatea de a semna, doctorii de la Filaret refuză să-l opereze, întrucât nu au semnătură pacientului. 
Este dus la Spitalul Bagdasar, unde doctorița este surprinsă că nu a fost operat la spitalul precedent, îndoindu-se că situația s-ar fi putut înrăutăți pe drum. Ea îl declară inconștient și, în ultima scenă, Dante Remus Lăzărescu este pregătit pentru operație, finalul rămânând deschis.

## Distribuție
- Ioan Fiscuteanu — dl Dante Remus Lăzărescu, inginer pensionar, bolnavul transportat la spital
- Luminița Gheorghiu — Mioara Avram, asistenta de pe ambulanță
- Doru Ana — vecinul Sandu Sterian
- Dana Dogaru — vecina Mihaela Sterian, soția lui Sandu
- Șerban Pavlu — vecinul Gelu, care a împrumutat bormașina lui Sandu
- Gabriel Spahiu — Leonard (Leo), șoferul de ambulanță care-l transportă pe dl. Lăzărescu
- Florin Zamfirescu — dr. Nicolae Ardelean, medicul șef de la Spitalul „Sf. Spiridon”
- Bogdan Dumitrache — medicul tânăr de la Spitalul „Sf. Spiridon”
- Dragoș Bucur — Mișu, șoferul de ambulanță care discută cu Leo la Spitalul „Sf. Spiridon”
- Dănuț Chiriac — medicul de triaj de la Spitalul Universitar
- Clara Vodă — dr. Eugenia (Gina) Filip, medicul de gardă de la Spitalul Universitar
- Adrian Titieni — dr. Dragoș Popescu, medicul neurolog de la Spitalul Universitar
- Mihai Brătilă — dr. Florin Breslașu, medicul radiolog
- Monica Bârlădeanu — Mariana Ivan, asistenta de la tomograf
- Mimi Brănescu — dr. Mirică, medicul neurochirurg de la Spitalul Filaret
- Rodica Lazăr — dr. Laura Șerban, medicul rezident de gardă de la Spitalul Filaret
- Alina Berzunțeanu — dr. Zamfir, medicul de gardă de la Spitalul Bagdasar
- Simona Popescu — asistenta șefă de la Spitalul Bagdasar
- Mirela Cioabă — Marioara, infirmiera de la Spitalul Bagdasar
- Dorian Boguță — ambulanțier de la Spitalul „Sf. Spiridon”
- Tudor Hristescu — dr. Kelemen, medic la Spitalul „Sf. Spiridon”
- Cerasela Iosifescu — asistentă la Spitalul Filaret
- Alexandru Cristian Potocean — brancardier la Spitalul Bagdasar
- Anca Puiu — vecina dlui Lăzărescu
- Emil Puiu — dl Sandu, soțul pacientei în vârstă de la Spitalul Universitar
- Iuliana Puiu — dna Sandu, pacienta în vârstă de la Spitalul Universitar
- Smaranda Puiu — Smaranda, fetița vecinei

## Personaje

### Domnul Lăzărescu
Dante Remus Lăzărescu - pe scurt, domnul Lăzărescu - este protagonistul principal al filmului. Un bătrân decrepit de 62 de ani – 63 neîmpliniți, cum îi place să spună - care are obiceiul de a consuma o băutură artizanală, numită Mastropol, locuiește singur împreună cu cele trei pisici ale sale, pe care le iubește mai mult decât orice pe lume. De altfel, când trebuie să plece cu salvarea, grija sa cea mai mare este ca vecinul său Sandu să hrănească animalele. Mai are o soră în Târgu Mureș, Eva, cu care are o relație cel puțin tensionată, întrucât femeia îl ceartă pentru obiceiul de a bea. Este de opt ani văduv, iar singura sa fiică, Bianca, locuiește în Toronto, Canada. Cu vecinii de la bloc are puține relații bune, dar nu foarte profunde. Mihaela, îl acuză în absență că l-a învățat pe soțul ei să bea.
În seara în care se petrece acțiunea, el acuză puternice dureri de cap și greață. Inițial toată lumea suspectează că acestea sunt cauzate de alcool, ceea ce îl dezarmează, dar nu îl lasă însă inert, reacționând uneori țâfnos celor din jur, aceste momente constituind izbucnirile comice ale filmului. Închizându-i surorii sale telefonul în nas, are apoi remușcări să nu ridice receptorul când este sunat din nou. De asemenea răspunde acid replicilor fără tact ale vecinilor Gelu și Sandu, întrebării primului dacă situația e „de spital”, îi răspunde că e de circ, iar pe cel de-al doilea, la îndemnul să scape de pisici, îl întreabă de ce nu scapă de soția sa.
Pe parcursul filmului, poziția în raport cu personajele din jur slăbește simultan cu înrăutățirea situației sale medicale. Domnul Lăzărescu are cea mai puternică izbucnire vis-a-vis de primul doctor care îl consultă și îl jignește. Dând să se ridice, protagonistul cade imediat pe jos. Pe măsură ce este purtat dintr-un spital în altul, singură asistenta de salvare Mioara Avram îi arată empatie, actrița Luminița Gheorghiu spunând într-un interviu că regretă că personajul ei nu a rămas până la sfârșit alături de bolnav: „Am, totuși, ceva să îmi reproșez la acest rol: Cristi nu mi-a zis nimic, dar cred că la final trebuia să mai stau câteva secunde în plus în cadru. (...) Cred că trebuia să mai stau un pic alături de domnul Lăzărescu, mai ales că știam că se duce în sânul lui Avram”

### Mioara Avram
Jucată de actrița Luminița Gheorghiu, asistenta de ambulanță Mioara Avram este cea care ajunge la locuința domnului Lăzărescu, fiind primul cadru medical care îl consultă. La fel ca celelalte personaje, crede inițial că problema lui este cauzată de băutură, însă își schimbă opinia când sesizează durerile abdominale ale bătrânului. Pe măsură ce filmul înaintează, se creează o sinergie între domnul Lăzărescu și ea, femeia devenind avocata sa. Deși personajul asistentei nu este eroizat de cineastul Puiu, se remarcă totuși o antinomie între felul în care își face ea meseria și cadrele spitalelor care îl expediază pe pacient. Ajunsă la spitalul Filaret, după ce bătrânul fusese consultat la tomograf și doctorul de acolo recomandase urgent operația, ea se lovește de obtuzitatea unei rezidente lipsită de experiență, care insistă să reia examinarea medicală a pacientului aflat deja într-o stare avansată de confuzie. Doctorița este secondată la scurt timp de un doctor la fel de obtuz, care purcede să îi explice pacientului drepturile sale și îl pune să semneze un consimțământ, deși acesta nu mai este în starea să ia decizii referitoare la propria sănătate. Mioara Avram este umilită de cei doi medici, rugându-i cu stoicism să opereze pacientul.

## Producția
Filmul își are originea în experiențele lui Cristi Puiu în spitalele bucureștene: prima din 1997, când a fost operat de apendicită într-un spital supraaglomerat și apoi, după terminarea lucrului la filmul Marfa și banii, când a avut o criză de sindrom Mallory-Weiss⁠(d).

## Critică
Majoritatea recenziilor străine au fost elogioase. Criticul Peter Bradshaw al ziarului The Guardian a scris despre film că este magnific, găsind asemănări cu stilul documentar al lui Frederick Wiseman și cu literatura lui Samuel Beckett. El situează „brilianța filmului” în „șocanta și nemiloasa transmitere a adevărului că pentru cei mai mulți dintre noi, moartea nu este un moment singular, ci un proces gradual și insidios al deteriorării.” (engleză „stunning and unforgiving transmission of the great truth that for most of us, death is not a single, flatline moment, but a gradual, insidious process of deterioration”). Criticul Roger Ebert remarcă o asemănare cu filmele fraților Dardenne, scriind că „filmul nu este lipsit de mărinimie, ci este faptic și nu întreprinde nimic să intensifice drama” (engleză „The movie is not heartless but it is matter-of-fact, and makes no attempt to heighten the drama”). Ruthe Stein, cronicară de film la San Francisco Chronicle, remarcă faptul că dacă filmul și-ar fi propus doar să critice sistemul medical de stat - aspect consemnat de mulți recenzenți - nu ar fi ajuns mai departe de Bulgaria, însă creația „explorează o temă universală, cum boala poate să răpească individualitatea unui om”.

## Premii
- Premiul „Un certain regard” la Festivalul de la Cannes 2006
- Premiul special al juriului la Festivalul internațional al filmului de la Chicago 2006